# Blanka Pálková
Blanka Pálková (16. října 1931 Šumperk – 11. srpna 2024 Šumperk) byla dětská lékařka a psychiatrička, která působila na Šumpersku. 
Jako pamětnice osudů původně německého města Šumperk (Mährisch Schönberg) pomáhala mapovat jeho historii a poválečné změny. Zachránila rovněž dívku, která měla být po Janu Palachovi a Janu Zajícovi třetí hořící pochodní. 

## Život
MUDr. Blanka Pálková, rozená Medlíková, se narodila v Šumperku do učitelské rodiny. Společně se svým bratrem Ctiradem Medlíkem vyrůstala v české čtvrti města, jehož obyvatelstvo bylo většinově německé. Od útlého dětství vnímala napjaté vztahy mezi Čechy a Němci a posléze se stala svědkem nešťastných osudů některých židovských rodin. Po nuceném opuštění rodného města v roce 1938 prožila období druhé světové války v Českém Brodě u Prahy. V roce 1945 se vrátila s rodinou zpět do Šumperka. Nastěhovali se do svého původního domu, v němž mezitím bydlela německá rodina, která však byla brzy odsunuta. V roce 1955 dokončila studium na šumperském gymnáziu.

### Studium a kariéra
Po maturitě nastoupila ke studiu na Lékařskou fakultu Univerzity Palackého. Odtud, v roce 1953, přestoupila na Fakultu dětského lékařství Karlovy univerzity, kde v roce 1956 promovala.
Jako mladá lékařka nastoupila do Dětské plicní léčebny v Šumperku. Na starosti měla více než 50 dívek školního věku, které se léčily s plicní tuberkulózou. Její další pracoviště bylo dětské oddělení šumperské nemocnice a později oddělení novorozenecké. V roce 1960 byly vytvořeny v rámci okresu lékařské obvody, tzv. obvodový systém pediatrie. Na MUDr. Blanku Pálkovou připadl obvod Velké Losiny, Rapotín, Sobotín jako hlavní obce a k tomu ještě okolní přidružené, jako například Rudoltice, Vernířovice, Maršíkov, Rejchartice, Žárová, Loučná nad Desnou nebo Kouty nad Desnou. Lékařka pečovala tou dobou až o tři a půl tisíce dětí.
Od roku 1965, po získání specializace, pracovala jako lékařka pro dětskou a dorostovou psychiatrii. Patřila k reformním komunistům a za své názory byla v roce 1970 během normalizačních prověrek vyloučena z KSČ, kam předtím vstoupila. Díky výsadě jejího povolání ji minuly postihy ze strany KSČ, a proto až do svého odchodu do důchodu v roce 1990 mohla pracovat v oblasti dětské medicíny a psychiatrie.

### Rodina
V roce 1955 se provdala za MUDr. Jaroslava Pálku. V manželství, které trvalo 63 roků, spolu vychovali dvě děti – dceru PhDr. Ivanu Petrželovou a syna PaedDr. Hynka Pálku.

## Záchrana hořící pochodně číslo tři
V roce 1969 MUDr. Blanku Pálkovou oslovil za vedení šumperského gymnázia bratr Ctirad Medlík, aby vyšetřila v tajnosti studentku školy Evu Vavrečkovou, která se zhroutila. Při vyšetření zjistila, že Eva Vavrečková docházela do studentské skupiny průmyslové školy v Šumperku a byla vytipována po Janu Palachovi a Janu Zajícovi jako třetí lidská pochodeň, která se měla upálit kvůli okupaci Československa vojsky Varšavské smlouvy. Díky odborné péči lékařky se studentka zotavila. Celou situaci uchovala v tajnosti, kromě ní o plánovaném incidentu věděl jen její bratr, dokonce i třídní učitelka studentky se o tom dozvěděla až po roce 1989.
V Městské knihovně T. G. Masaryka Šumperk se 22. února 2024 konal vzpomínkový večer na Jana Zajíce „Pozdravujte kluky, řeku a les“. MUDr. Blanka Pálková zde jako host prozradila, že jako dětská psychiatrička pečovala o dívku, která měla Jana Zajíce v jeho činu následovat.

## Kameny zmizelých
Blanka Pálková vzpomínala na poměry před válkou a na instalaci kamenů zmizelých:
| „                                | Nacisté narušovali klid v celém městě. Pokřikovali, bubnovali, házeli kamení. V roce 1937 dokonce zhanobili sochu T. G. Masaryka. Zhoršila se i situace židovských rodin. Jedna z nich, jmenovali se Schostalovi, bydlela v domě vedle nás. Měli dva dospívající syny a v září 1938 se uchýlili do Prahy k příbuzným. My jsme žili v Českém Brodě. Se Schostalovými jsme se i nadále stýkali a snažili jsme se jim pomáhat. Neminul je transport do Terezína a později do Osvětimi. Z jejich širokého příbuzenstva přežil jen jeden, kterému se podařilo utéci do Anglie. Jejich příběh mne hluboce zasáhl. Za velmi ochotné spolupráce pracovníků společnosti Respekt a tolerance v Lošticích se mi v červnu 2023 podařilo uskutečnit instalaci Kamenů zmizelých před jejich bývalým domem v Šumperku. | “ |
| — Blanka Pálková, Olomoucký kraj | |   |